# Корнешть (Гирбеу, Клуж)
Корнешть, Корнешті (рум. Cornești) — село у повіті Клуж в Румунії. Входить до складу комуни Гирбеу.
Село розташоване на відстані 347 км на північний захід від Бухареста, 24 км на північний захід від Клуж-Напоки.

## Населення
За даними перепису населення 2002 року у селі проживали 162 особи.
Національний склад населення села:
| Національність | Кількість осіб | Відсоток |
| -------------- | -------------- | -------- |
| румуни         | 121            | 74,7%    |
| цигани         | 41             | 25,3%    |

Рідною мовою назвали:
| Мова      | Кількість осіб | Відсоток |
| --------- | -------------- | -------- |
| румунська | 121            | 74,7%    |
| циганська | 41             | 25,3%    |